# Josefine Mutzenbacher
Josefine Mutzenbacher o Història d'una prostituta vienesa narrada per ella mateixa (en alemany, Josefine Mutzenbacher oder Die Geschichte einer Wienerischen Dirne von ihr selbst erzählt) és una novel·la eròtica publicada anònimament a Viena el 1906. Malgrat que cap autor no n'ha reivindicat mai l'autoria, ja en la seva època va ser atribuïda a Felix Salten o a Arthur Schnitzler pels bibliotecaris de la Universitat de Viena.
L'obra narra la història de Josefine i les seves germanes i amigues, la majoria menors d'edat, i la seva iniciació sexual. El llenguatge de la novel·la és completament explícit, amb relats versemblants sobre experiències sexuals contades des del punt de vista retrospectiu de la nena fa una recopilació de tots els tabús sexuals possibles, des de la prostitució infantil i l'incest, fins al sexe en grup o la felació. La curta edat dels protagonistes ha atret pedòfils a la seva lectura. El llibre és, encara avui, un dels més venuts de la literatura eròtica europea.

## Argument
L'argument de la novel·la està estructurat en forma de memòries. La narració es presenta des del punt de vista de la protagonista, ja amb cinquanta anys en el moment de la narració, que recorda el seu llarg passat sexual mentre estava a Viena. La història transcorre quan Josefine té entre cinc i dotze anys, abans que comenci a exercir de prostituta en els bordells de Viena.
Josefine coneix el sexe als nou anys, amb el seu germà Franz i dos amics d'aquest, experiència que li proporciona un gran plaer. Després d'aquesta grata vivència, avança en els seus coneixements i manté relacions sexuals amb el seu confessor, amb veïns i veïnes grans i fins i tot amb el seu pare quan mor la seva mare. La història arriba al final quan Josefine, amb dotze anys, comença a exercir la prostitució en els bordells de Viena.

## La Decisió Mutzenbacher
La Decisió Mutzenbacher (Cas #BVerfGE 83,130) va ser una disposició legal adoptada per la Cort Federal d'Alemanya el 27 de novembre del 1990, relativa a la inclusió de Josefine Mutzenbacher en una llista d'obres prohibides per als menors, elaborada pel Bundesprüfstelle jugendgefährdende für Medien ("Departament Federal sobre Mitjans Perillosos per a la Joventut"). La conclusió va ser que "la pornografia i l'art no són mútuament excloents" i que, per tant, el llibre no havia de ser prohibit.